# El Tigre: The Adventures of Manny Rivera (computerspel)
El Tigre: The Adventures of Manny Rivera is een computerspel voor de Nintendo DS en PlayStation 2, gebaseerd op de gelijknamige animatieserie van Nickelodeon. Het spel werd ontwikkeld door Barking Lizards.

## Achtergrond
In het spel neemt de speler de rol aan van Manny Rivera, alias de superheld El Tigre, of diens vriendin Frida. Samen moeten ze de andere leden van de Rivera-familie redden.
Het spel bestaat uit verschillend levels die zich afspelen in en rond Miracle City, waaronder Calavera Mesa, een begraafplaats en Azteek ruïnes. De meeste levels hebben een tijdslimiet. Als het level binnen die tijd wordt voltooid, krijgt de speler een bonus. Levels worden afsloten met het verslaan van een eindbaas.
De meeste personages in het spel zijn overgenomen uit de animatieserie, maar speciaal voor het spel ontwierpen de makers van de serie een nieuw personage: Mikla, de Prins van de Ondergang.
De speler kan er tijdens het spel regelmatig voor kiezen of El Tigre een missie moet oplossen als held of als schurk. Deze keuzes bepalen hoe het spel uiteindelijk afloopt.

## Ontvangst
| Beoordeeld door     | Datum         | Score |
| ------------------- | ------------- | ----- |
| IGN                 | 2 april 2008  | 80%   |
| GameZone            | 21 april 2008 | 70%   |
| Gaming Age          | 11 april 2008 | 67%   |
| HonestGamers        | 20 maart 2008 | 40%   |
| Gamers' Temple, The | 2008          | 35%   |
| Thunderbolt Games   | 27 maart 2008 | 30%   |